# Бриенны

Герб дома де Бриенн

Бриенны или Дом де Бриенн (фр. Maison de Brienne) — знатный шампанский род, известный с IX века. По своему родовому владению — графству Бриенн — представители рода были вассалами графов Шампани. Особенно они выдвинулись во время Крестовых походов, в которых приняли участие многие представители рода.
В XII—XIII веках род разделился на несколько ветвей. Большая их часть угасла к XIV веку. Одной из ветвей Бриеннов был английский знатный род Бомонтов.

## История рода
Согласно сообщению Флодоарда, в 951 году 2 брата, Ангильберт и Готберт построили замок, откуда совершали набеги на окрестные владения. В итоге король Западно-Франкского королевства Людовик IV в 951 году смог захватить замок и разрушить его. Около 968 года Ангильберт I упоминается с графским титулом. Он стал родоначальником рода де Бриенн.
Графы де Бриенн были одними из крупнейших вассалов графов Шампани. Особенно они выдвинулись во время Крестовых походов, в которых приняли участие многие представители рода. Благодаря тому, что один из представителей рода, Иоанн де Бриенн (ок. 1148—1237), женился на Марии Монферратской, королеве Иерусалима, а позже стал императором Латинской империи, графы де Бриенн смогли приобрести владения в Иерусалимском королевстве. После смерти короля Кипра Гуго II в 1267 году граф Гуго де Бриенн претендовал на кипрскую корону (его мать была старшей дочерью короля Кипра Гуго I), однако Высший совет предпочёл ему Гуго Антиохийского, ставшего королём Кипра под именем Гуго III. Все попытки Гуго силой захватить Кипр успехами не увенчались, однако его потомки сохранили права на Кипрское и Иерусалимское королевство. Позже Гуго связал свою судьбу с королём Сицилии Карлом I Анжуйским, получив от него графство Лечче и сеньорию Конверсано в Южной Италии.
Сын Гуго, Готье V де Бриенн, в 1308 году унаследовал также герцогство Афинское, однако погиб в 1311 году, после чего герцогство было захвачено каталонскими наёмниками, известными в истории под названием Каталонская Компания. Вожди каталонцев признавали номинальными герцогами Афинскими членов сицилийской ветви Арагонского королевского дома. Все попытки сына Готье V, Готье VI де Бриенн вернуть себе герцогство, успехами не увенчались, после чего он перебрался во Францию, поступив на службу к королю Филиппу VI. Он был одним из военачальников королей Франции во время Столетней войны, получив в 1356 году должность коннетабля Франции, однако погиб в том же году во время битвы при Пуатье. Наследников мужского пола у него не было, поэтому графство Бриенн унаследовала его сестра Изабелла де Бриенн (ум. 1360), бывшей замужем за Готье III д’Энгиеном.
Ещё одна ветвь рода пошла от Милона II де Бриенна, сын графа Готье I который унаследовал от матери шампанское графство Бар-сюр-Сен. Его внук, Милон III умер в 1151 году, оставив только дочь Петрониллу. Ещё один сын, Манасия де Бриенн (ум. 1193), после смерти брата управлял графством Бар до 1168 года, когда передал его Гуго IV де Пюизе, женившемуся на его племяннице Петронилле. Позже Манассия стал епископом Лангра. Его младший брат Тибо де Бриенн, сеньор де Шамлос, умер после 1204 года, оставив только дочерей, после чего ветвь по мужской линии угасла.
Также существовала ветвь сеньоров де Рамерю, родоначальником которой был Андре де Бриенн, сын графа Готье II де Бриенна. Его сын, Эрар I де Бриенн-Рамерю в 1216 году предъявил права на титул графа Шампани (его жена Филиппа была дочерью графа Генриха II Шампанского), однако его попытка успехом не увенчалась, а в 1221 году он продал свои права. Ветвь угасла по мужской линии в 1278 году после смерти Эрара II, внука Эрара I, оставившего только дочь Беатрис де Бриенн, даму де Венизи, вышедшую замуж за представителя дома де Жуанвиль.
Ещё 2 ветви рода пошли от императора Иоанна де Бриенна. Из его трёх сыновей младший оставил только дочь. Старший, Альфонс де Бриенн, посредством брака приобрёл нормандское графство Э. Его внук, Жан III де Бриенн, унаследовал от матери ещё и графство Гин, а в 1329 году был назначен коннетаблем Франции. Этот пост занимали также его сын, Рауль I де Бриенн, и внук, Рауль II де Бриенн, который был казнён в 1350 году, после чего данная ветвь угасла.
Средний сын императора Иоанна де Бриенна, Людовик де Бриенн, женился на наследнице Рауля VII, виконта де Бомон-о-Мэн. Его потомки усвоили патроним «де Бомон». Старший из его сыновей, Жан де Бомон, унаследовал титул виконта де Бомона. Основанный им род угас во второй половине XIV века. Младший же сын, Генри де Бомон, перебрался в Англию, где стал родоначальником знатного английского рода Бомонтов.

## Претензии на Кипрское королевство
Гуго де Бриенн претендовал на регентство Иерусалимского королевства (и, косвенно, место в престолонаследии) с 1264 года. В тот году умерла Изабелла де Лузиньян — регент Иерусалимскогои Кипрского королевств при малолетнем короле Гуго II. Поскольку Мария, мать Гуго, была старшей сестрой Изабеллы и, соответственно, Гуго де Бриенн был первым в списке наследников малолетнего короля, то Гуго де Бриенн предъявил права на то, чтобы самому стать бальи и регентом Иерусалима и Кипра. Однако Высший совет Кипра сделал выбор в пользу Гуго де Пуатье, сына Изабеллы и Генриха Антиохийского, назначенного регентом. После смерти малолетнего короля Гуго II 5 декабря 1267 года возникла проблема наследования трона. Главным наследником короны был Гуго де Бриенн — прямой продолжатель линии короля Балдуина II. Однако он в это время находился в Киликийской Армении и прав на престол не предъявил, поэтому королём был избран Гуго де Пуатье под именем Гуго III. В 1268 году Гуго де Пуатье унаследовал и корону Иерусалима, объединив два титула.
В 1275 году Гуго де Бриенн при поддержке Карла Анжуйского организовал поход на Кипр, чтобы силой оружия отвоевать себе королевство, однако вмешался папа римский, в результате чего Гуго пришлось отменить поход. В 1291 году Иерусалимское королевство было захвачено мамлюками, и претензии Гуго на его престол стали эфемерными. В 1296 году Гуго де Бриенн погиб в сражении, а его владения и вместе с ними претензии на престол Кипра перешли к его сыну Готье V и его потомкам.
Гуго де Бриенн, как утверждают, в 1289 году пытался продать свои права на Иерусалим и Кипр Альфонсо III Арагонскому. Этим пытался воспользоваться в 1331 году Робер I Неаполитанский, использовавший наследственные права Бриеннов при попытке захватить Кипр.
В 1406 году тогдашняя наследница Бриеннов Мария Энгиенская вышла замуж за Владислава Неаполитанского, который, таким образом, подкрепил свои претензии на Иерусалимский престол, однако реального успеха в их реализации не добился.

## Представители рода

### Графы де Бриенн
- после 951 — после 968: Ангельберт I (ум. после 968), граф де Бриенн в 968
- после 968 — после 980: Ангельберт II (ум. после 980), сын предыдущего
- после 980 — после 1008: Ангельберт III (ум. после 1008), граф де Бриенн в 1004—1008, сын предыдущего
- после 1008 — после 1035: Ангельберт IV (ум. после 1035), граф де Бриенн в 1027—1035, сын предыдущего
- после 1035 — ок. 1090: Готье (Гоше) I (ум. ок. 1090), граф де Бриенн, граф де Бар-сюр-Сен, сын предыдущего
- ок. 1090 — ок. 1114/1125: Эрар I (ум. ок. 1114/1125), граф де Бриенн с ок. 1090, крестоносец, сын предыдущего
- ок. 1114/1125 — до 1161: Готье (Гоше) II (ум. до 1161), граф де Бриенн с ок. 1114/1125, сеньор де Рамерю, крестоносец, сын предыдущего
- до 1161—1190/1191: Эрар II (ум. 1190/1191), граф де Бриенн с до 1161, крестоносец, сын предыдущего
- 1190/1191 — 1205: Готье (Гоше) III (ум. 1205), граф де Бриенн с 1190/1191, князь Таренто, герцог Апулии и граф ди Лечче (Готье I) с 1200, титулярный король Сицилии с 1201, крестоносец, сын предыдущего
- 1205 — 1244/1247: Готье (Гоше) IV Великий (ум. 1244/1247), граф де Бриенн с 1205, граф Яффы и Аскалона (Готье I) с 1221, сын предыдущего
- 1244/1247 — 1260/1261: Жан (ум. 1244/1247), граф де Бриенн с 1244/1247, сын предыдущего
- 1260/1261 — 1296: Гуго (ок. 1240—1296), граф де Бриенн с 1260/1261, граф ди Лечче с 1268, сеньор Конверсано с 1266, брат предыдущего
- 1296—1311: Готье (Гоше) V (ок. 1278—1311), граф де Бриенн, ди Лечче (Готье II) и граф ди Конверсано (Готье I) с 1296, герцог Афинский (Готье I) с 1308, сын предыдущего
- 1311—1356: Готье (Гоше) VI (1302—1356), граф де Бриенн, ди Лечче (Готье III), граф ди Конверсано (Готье II) и титулярный герцог Афинский (Готье II) с 1311, коннетабль Франции с 1356, сын предыдущего
- 1356—1360: Изабелла (ум. 1360), графиня де Бриенн с 1356, дама де Рамерю, титулярная графиня ди Конверсано и титулярная герцогиня Афинская с 1356, сестра предыдущего
муж: Готье III (5 июня 1302—1345), сеньор д’Энгиен

### Короли Иерусалимаи императорыЛатинской империи
- Иоанн де Бриенн (ок. 1148 — 23 марта 1237), король Иерусалима в 1210—1212, император Латинской империи с 1228, сын Эврара II де Бриенна

### Графы д’Эиде Гин
- ок. 1250—1260: Альфонс де Бриенн (ум. 25 августа 1270), граф д’Э, сын императора Иоанна де Бриенна
- 1260—1294: Жан II де Бриенн (ум. 12 июня 1294), граф д’Э с 1260, сын предыдущего
- 1294—1302: Жан III де Бриенн (ум. 11 июля 1302), граф д’Э с 1294, граф де Гин с 1295, сын предыдущего;
- 1302—1344: Рауль I де Бриенн (ум. 19 января 1344), граф д’Э (Рауль III) с 1302, граф де Гин (Рауль II) с 1332, коннетабль Франции с 1329, сын предыдущего;
- 1344—1350: Рауль II де Бриенн (ум. 19 ноября 1350), граф д’Э (Рауль IV) и граф де Гин (Рауль III) с 1344, коннетабль Франции с 1344, сын предыдущего.

### Графы Бар-сюр-Сен
- ок. 1090 — ок. 1126: Милон II де Бриенн (ум. ок. 1126), граф де Бар-сюр-Сен с ок. 1090, сын Готье I де Бриенна
- ок. 1126 — ок. 1146: Ги I де Бриенн (ум. ок. 1146), граф де Бар-сюр-Сен с ок. 1126, сын предыдущего
- ок. 1146 — 1151: Милон III де Бриенн (ум. 1 октября 1151), граф де Бар-сюр-Сен (Милон III) с ок. 1146, сын предыдущего
- 1151—1168: Манасия де Бриенн (ум. 4 апреля 1193), граф де Бар-сюр-Сен в 1151—1168, епископ Лангра с 1179, брат предыдущего

### Сеньоры де Рамерюи де Венизи
- до 1161 — 1189: Андре де Бриенн (ум. октябрь 1189), сеньор де Рамерю и де Венизи, сын графа Готье II
- 1189 — 1245/1246: Эрар I де Бриенн-Рамерю (ум. август 1245/1246), сеньор де Рамерю и де Венизи с 1189, претендент на титул графа Шампани в 1216—1221, сын предыдущего
- 1245/1246 — 1250: Генри де Бриенн-Рамерю (ум. февраль 1250), сеньор де Рамерю и де Венизи с 1245/1246, сын предыдущего
- 1250 — 1278: Эрар II де Бриенн-Рамерю (ум. 1278), сеньор де Рамерю и де Венизи с 1250, сын предыдущего

## Личные гербы представителей рода

Герб Готье III де Бриенна
Герб Готье IV де Бриенна
Герб императора Иоанна де Бриенна
Герб Альфонса де Бриенна, графа д’Э
Герб Рауля I де Бриенна, графа д’Э
Герб Андре де Бриенна, сеньора де Рамерю
Герб Эрара I де Бриенна, сеньора де Рамерю
Герб Жана де Бриенна, виконта де Бомон-о-Мэн

## Генеалогия
N
- Готберт (Госберт) (ум. после 951)
- Ангильберт I (ум. после 968), граф де Бриенн с 954
  - (?) Ингельтруда (ум. после 980); муж: Милон II (ум. после 980), граф Тоннера
  - Ангильберт II (ум. после 980), граф де Бриенн после 968; жена: Адель
    - Ангильберт III (ум. после 1008), граф де Бриенн в 1004—1008; 1-я жена: Виндисмондис, дочь Умберта II де Селен; 2-я жена: Аэлис, дочь Рено, графа Санса
      - (от 1-го брака) Ангильберт IV (ум. после 1035), граф де Бриенн в 1027—1035; жена: Перонелла (ум. после 6 июня 1050)
        - Готье (Гоше) I (ум. ок. 1090), граф де Бриенн после 1035, граф де Бар-сюр-Сен; жена: Эсташия де Тоннер, графиня де Бар-сюр-Сен, дочь Милона V, граф де Тоннер и де Бар-сюр-Сен
          - Ангильберт де Бриенн (ум. после 1082)
          - Эрар I де Бриенн (ум. 1114/1125), граф де Бриенн с ок. 1090; жена: Алиса де Мондидье (ум. после 1143), дама де Рамерю с 1126, дочь Андре де Мондидье, сеньора де Рамерю, и Адель
            - Готье (Гоше) II (ум. до 1161), граф де Бриенн с ок. 1114/1125, сеньор де Рамерю после 1143, крестоносец; 1-я жена: (аннулирован в 1147) Умбелина де Бодемон (ум. после 1166), дочь Андре де Бодемона, сенешаля Шампани[1]; 2-я жена: Адель
              - (от 1-го брака) (?) Агнес де Бриенн (ок. 1122/1125 — после 1191); 1-й муж: ранее 1138 Жак (ум. ок. 1152/1158), сеньор де Шасене с 1137; 2-й муж: после 1158 Гуго де Вандовр; Жан (ум. после 1183)
              - (от 1-го брака) Ги де Бриенн (ум. после 1143)
              - (от 1-го брака) Эсташ де Бриенн (ум. после 1133)
              - (от 1-го брака) Эрар II де Бриенн (ум. 1190/1191), граф де Бриенн с до 1161, крестоносец; жена: ранее 1166 Агнес де Монбельяр (ок. 1150/1155 — 23 октября после 1186), дочь Амадея де Монфуко, графа Монбельяра, и Беатрис
                - Готье (Гоше) III (ум. 1205), граф де Бриенн с 1190/1191, князь Таренто, герцог Апулии и граф Лечче (Готье I) с 1200, титулярный король Сицилии с 1201, крестоносец; жена: с 1200 Эльвира (Альбина) Сицилийская (ум. после 1216), дочь Танкреда, короля Сицилии, и Сибиллы де Меданья; её вторым мужем был Джиакомо Сансеверино, граф ди Трикарио; её третьим мужем был Тигрино, пфальцграф, граф ди Тоскана
                  - Готье (Гоше) IV Великий (ум. 1244/1247), граф де Бриенн с 1205, граф Яффы и Аскалона (Готье I) с 1221; жена: с 1233 Мария де Лузиньян (до 1215 — 5 июля 1251/1253), дочь Гуго I де Лузиньяна, короля Кипра, и Алисы Шампанской
                    - Жан де Бриенн (ум. 1260/1261); жена: Мария д’Ангиен, дама де Тьеси, дочь Сойе II д’Ангиена, сеньора ван Зоттегема; её вторым мужем был Гуго IV (ум. 1275/1277), граф Ретеля с 1271/1274
                    - Гуго де Бриенн' (ок. 1240—1296), граф де Бриенн с 1260/1261, граф Лечче с 1268, сеньор Конверсано с 1266; 1-я жена: с 1277 года (Андравида) Изабелла де Ла Рош, дочь Ги I де Ла Рош, герцога Афинского, вдова Жоффруа де Бриера, сеньора Каритена; 2-я жена: с 1291 Елена Комнина-Дукиня' (ум. ок. 1294/1295), дочь Иоанна Дуки-Комнина-Ангела, деспот Фессалии и герцог Неопатраса, вдова Гильома I де Ла Рош, герцога Афинского
                      - (от 1-го брака) Готье V де Бриенн (ок. 1278 — 15 марта 1312), граф де Бриенн (Готье V) и ди Лечче (Готье II) с 1296, герцог Афинский (Готье I) с 1308; жена: ранее октября 1305 Жанна де Шатильон (ум. 16 января 1354), дочь Гоше V де Шатильон, графа де Порсеан.
                        - Готье VI (1302 — 19 сентября 1356), граф ди Лечче (Готье III) и де Бриенн (Готье VI) с 1311, титулярный герцог Афинский с 1311, коннетабль Франции с 1356; 1-я жена: с декабря 1325: Маргарита Анжуйская (ум. после 1332), дочь Филиппа I Тарентского и Тамары Ангелины-Комнины; 2-я жена: с 18 июня 1342: Жанна де Бриенн (ум. 6 июля 1389), дама де Шато-Шинон, дочь Рауля I, графа де Бриенн
                          - (от 1-го брака) Готье де Бриенн (ум. ребенком)
                          - (от 2-го брака) Маргарита де Бриенн
                          - (от 2-го брака) Жанна де Бриенн

                        - Изабелла (ум. 1360), графиня ди Лечче и де Бриенн с 1356, дама де Рамерю; муж: с января 1321 Готье III (5 июня 1302—1345), сеньор д’Ангиен; их потомки претендовали на титул герцога Афинского в противовес Арагонскому дому

                      - (от 1-го брака) Агнес; муж: с 1297 Жан II Блондель (ум. после 1305), граф де Жуиньи
                      - (от 2-го брака) Жанна; муж: Никколо I Санудо (ум. 1341), герцог Наксоса

                    - Амори де Бриенн (ум. до 1261)

                - Гильом де Бриенн (ум. 1194/1199); жена: Эсташия де Куртене (ум. 6 апреля после 1235), дама де Пласи-сюр-Арманкон, дочь Пьера I Французского, сеньора де Куртене, и Елизаветы де Куртене; её вторым мужем с 1200 был Гильом I де Шамплит (ум. 1210), виконт Дижона, князь Ахейский с 1205; её третьим мужем с ок. 1211 был Гильом I (ум. 1217), граф де Сансер с 1191
                  - Андре де Бриенн (ум. до мая 1215)
                  - Элвис де Бриенн; муж: Жан (ум. до июля 1235), виконт де Сен-Флорентин

                - Андре де Бриенн (ум. 1181)
                - Жан (Иоанн) де Бриенн (ок. 1170/1175 — 27 марта 1237), король Иерусалима в 1210—1212, регент Иерусалимского королевства в 1212—1225, император Латинской империи с 1231; 1-я жена: с 1210 Мария Монферратская (1192—1212), королева Иерусалима с 1210, дочь Конрада Монферратского, маркграфа Монферрато и короля Иерусалима, и Изабеллы Иерусалимской, королевы Иерусалима; 2-я жена: с 23/30 апреля 1214 Рита (Стефания) (после 1195 — июнь 1220), дочь Левона I (II), короля Киликийской Армении, и Изабеллы; 3-я жена: с 1224 Беренгелла Леонская (1204 — 12 апреля 1237), дочь Альфонсо IX, короля Леона, и Беренгеллы Кастильской
                  - (от 1-го брака) Изабелла (Иоланда) Иерусалимская (1211 — 25 апреля или 5 мая 1228), королева Иерусалима (Изабелла II) с 1212; муж: с 9 ноября 1225 Фридрих II Гогенштауфен (26 декабря 1194 — 13 декабря 1250), король Сицилии (Федерико I) с 1197, римский король с 1212, император Священной Римской империи с 1220, король Иерусалима (Фридрих) с 1227
                  - (от 2-го брака) Жан де Бриенн (1216—1220), кронпринц Киликийской Армении
                  - (от 3-го брака) Мария де Бриенн (1225 — после 5 мая 1275); муж: с 19 апреля 1229 (контракт)/ 1234 (персонально) Балдуин II де Куртене (1217/1218 — 1273), император Латинской империи с 1228 (с 1261 — титулярный), сеньор де Куртене и де Монтаржи с 1228, маркиз Намюра в 1237—1256
                  - (от 3-го брака) Альфонс де Бриенн (д’Акр) (ум. 25 августа 1270), граф д’Э с ок. 1250, казначей Франции; жена: до 1250 Мария де Лузиньян (ум. 1 октября 1260), сеньора д’Иссуден и графиня д’Э с 1244, дочь Рауля II де Лузиньяна, графа д’Э, и Иоланды де Дрё
                    - Ветвь графов д’Э

                  - (от 3-го брака) Людовик де Бриенн (д’Акр) (ум. после 1 сентября 1297), виконт де Бомон-о-Мэн (по праву жены); жена: с 12 февраля 1253 Агнес де Бомон (ум. 28 ноября после 1304), виконтесса де Бомон-о-Мэн с 1242, дочь виконта Рауля VII де Бомон и Агнес
                    - Ветвь виконтов де Бомон-о-Мэн

                  - (от 3-го брака) Жан де Бриенн (д’Акр) (ум. 1296), кравчий Франции; 1-я жена: с 1250/1252 Жанна де Шатодён (ум. ок. 19 сентября 1254), дочь Жоффруа VI, виконта Шатодёна, и Клеменции де Рош; 2-я жена: ранее 5 июня 1257 (развод ок. 1265) Мария де Куси (ум. 1284/1285), дочь Ангеррана III де Куси и Марии де Монмирай, вдова короля Шотландии Александра II
                    - (от 1-го брака) Бланка де Бриенн (ум. после 8 октября 1285), дама де Лупелан; муж: с 1266/1267 Гильом II де Фиенн (ум. 11 июля 1302), сеньор де Фиенн с 1267

                - Ида де Бриенн; муж: Арнуль де Ренель (ум. до 1228), сеньор де Пьеррефит и де Сире

              - (от 1-го брака) Эсташ де Бриенн (ум. после 1166), возможно был родоначальником сеньоров де Конфлан
              - (от 1-го брака) Андре де Бриенн (ум. октябрь 1189), сеньор де Рамерю ранее 1161, сеньор де Венизи
                - Ветвь сеньоров де Рамерю

              - (от 1-го брака) Жан де Бриенн (ум. после 1192), аббат Больё в 1152—1192
              - (от 1-го брака) Мария де Бриенн; муж: с ок. 1150/1152 Готье (ум. 1174), шателен де Сен-Омер
              - (от 1-го брака) Элвида де Бриенн (ум. после 1202); муж: Бартелеми (ум. 1190), сеньор де Виньори

            - Ги де Бриенн (ум. после 22 января 1143)
            - Фелисита де Бриенн (ум. после 21 июня 1178); 1-й муж: Симон (ум. 1137/1140), сеньор де Бруа; 2-й муж: до 1141 Жоффруа III (ум. 1188), сеньор де Жуанвиль

          - Милон II де Бриенн (ум. ок. 1126), граф де Бар-сюр-Сен с ок. 1090
            - Ветвь графов де Бар-сюр-Сен

          - дочь; муж: после 1080 (развод до 1089) Фульк IV Ле Решен (1043 — 14 апреля 1109), граф Анжу с 1068
          - Манития де Бриенн

      - (от 1-го брака) Ги де Ла Пьон (ум. после 1031)
        - Лето (ум. после 1050), граф де Кереаси в 1050
        - Готье де Киресио (ум. после 1083)
          - Ги (ум. после 1083)
          - Тибо (ум. после 1083)

      - (от 2-го брака) дочь; муж: Этьен де Во (ум. после 1027), сеньор де Жуанвиль в 1005—1027

### Ветвь графов де Бар-сюр-Сен
Милон II де Бриенн (ум. ок. 1126), граф де Бар-сюр-Сен с ок. 1090; жена: до 1103 Матильда де Нуайе (ум. после 1116), дочь Милона II, сеньора де Нуайе
- Ги де Бриенн (ум. ок. 1146), граф де Бар-сюр-Сен с ок. 1126; жена: Петронилла-Елизавета де Шасене, дочь Ансерика II де Шасена и Умбелины де Труа
  - Милон III де Бриенн (ум. 1 октября 1151), граф де Бар-сюр-Сен (Милон III) с ок. 1146; жена: до 1150 Агнес де Бодемон (1130 - 24 июля 1204), дама де Брен, дочь Ги де Бодемона, сеньора де Брен, и Алисы, дамы де Брен; её вторым мужем был Роберт I Французский, граф де Дрё
    - Петронилла де Бриенн, графиня де Бар-сюр-Сен; муж: Гуго IV дю Пюизе (ум. ноябрь 1189), виконт Шартра, граф де Бар-сюр-Сен с 1168
    - (?) Мария де Бриенн

  - Гильом де Бриенн (ум. после 1139)
  - Ги де Бриенн (ум. после 1139)
  - Манасия де Бриенн (ум. 3/4 апреля 1193), граф де Бар-сюр-Сен в 1151—1168, епископ Лангра с 1179, крестоносец
  - Тибо де Бриенн (ум. после 1204), сеньор де Шамплос, сеньор де Бражелон в 1151—1204; жена: Маргарита де Шасене (ум. после 1204), дочь Жака, сеньора де Шасене, и Агнес де Бриенн
    - Петронилла де Бражелон (ум. декабрь 1236/январь 1237), дама де Шамплос; муж: Ги де Шаппе (ум. июль 1221)
    - Агнес де Бражелон (ум. до 1240), дама де Бражелон и де Бреньон; муж: Филипп (ум. до 1237), сеньор де Планси

  - Эрмезинда де Бриенн (ум. после 1211); 1-й муж: Ансо II (ум. 1188/1189), сеньор де Транель; 2-й муж: с 1189 (развод ок. 1195) Тибо I де Бар (ок. 1160 — 12/13 февраля 1214), сеньор де Брей, Стеней и Лонгви с 1170, граф де Бар-ле-Дюк с 1190, граф Люксембурга, Дарбюи и де Ла Рош-ан-Арденн с 1197
- Рено де Бриенн (ум. 16 декабря 1150), аббат Сито в 1133
- Герберт Великий (ум. 1167), сеньор де Виль-сюр-Арк

### Ветвь сеньоров де Рамерю
Андре де Бриенн (ум. октябрь 1189), сеньор де Рамерю ранее 1161, сеньор де Венизи ранее 1167; жена: ранее 1167 Адель (ум. 1221/1222), дама де Венизи; её вторым мужем был Гоше де Жуиньи, сеньор де Шаторено и сенешаль Невера
- Готье де Бриенн (ум. после 1189)
- Эрар I де Бриенн (ум. август 1245/1246), сеньор де Рамерю и де Венизи с 1189, претендент на титул графа Шампани в 1216—1221; 1-я жена: Элисенда (ум. 1210); 2-я жена: с 15 августа 1213/1214 Филиппа Иерусалимская (1195/1197 - 20 декабря 1250), дочь Генриха II Шампанского, графа Шампани и короля Иерусалима, и королевы Изабеллы Иерусалимской
  - (от 1-го брака) Андре де Бриенн (ум. после 1211)
  - (от 2-го брака) Генри де Бриенн-Рамерю (ум. 8 февраля 1250), сеньор де Рамерю и де Венизи с 1245/1246; жена: с ок. 1248 Маргарита де Сален (ум. ок. 1259/1264), дочь Жана I Мудрого, графа де Шалон и сеньора де Сален, и Маргариты Бургундской; её вторым мужем стал Гильом I де Куртене (ум. 1280), сеньор де Шампинель
    - Эрар II де Бриенн-Рамерю (ум. 1278), сеньор де Рамерю и де Венизи с 1250; жена: Матильда
      - Беатриса де Бриенн (ум. после 1314), дама де Венизи и де Турни; муж: ранее 1309 Гильом де Жуанвиль (ум. 1314), сеньор де Брикене

  - (от 2-го брака) Эрар де Бриенн (ум. февраль 1250)
  - (от 2-го брака) Мария де Бриенн (ум. 1251); 1-й муж: Гоше III де Шатильон-Нантей (ум. до мая 1242), сеньор де Нантей-ла-Фосс; 2-й муж: Гуго II де Конфлан (ум. 1270), сеньор де Конфлан, д’Эстож и де Конги, маршал Шампани
  - (от 2-го брака) Маргарита де Бриенн (ум. 1275); муж: Дирк ван Беверен (ум. после 1 апреля 1274), бургграф Диксмуйдена
  - (от 2-го брака) Элоиза де Бриенн
  - (от 2-го брака) Изабелла де Бриенн (ум. 27 августа 1274/февраль 1277); муж: ранее мая 1237 Генрих V (ум. 1287), граф де Гранпре с 1229
  - (от 2-го брака) Жанна де Бриенн, дама де Сеан-ан-От в 1245; муж: ранее 1250 Матье III (ум. 1270), сеньор де Монморанси с 1243
  - (от 2-го брака) Сибилла де Бриенн (ум. после 1245), аббатиса в Рамерю в 1245
  - (от 2-го брака) Алиса де Бриенн (ум. после 1245)
- Елизавета де Бриенн; муж: до 1201 Милон (ум. до 1218), сеньор де Пужи
- Агнес де Бриенн; муж: Милон VII (ум. 1231), сеньор де Нуайе
- Ада де Бриенн (ум. после 1190)
- (?) Ги (ум. после 1204), мастер ордена Тамплиеров в 1203—1204

### Ветвь графов д’Э
Альфонс де Бриенн (д’Акр) (ум. 25 августа 1270), граф д’Э ок. 1250-1260, камерарий Франции 1260-1270; жена: до 1250 Мария де Лузиньян (ум. 1 октября 1260), сеньора д’Иссуден и графиня д’Э с 1244, дочь Рауля II де Лузиньяна, графа д’Э, и Иоланды де Дрё
- Жан II де Бриенн (ум. 12 июня 1294), граф д’Э с 1260; жена: Беатриса де Шатильон (после 1254 — 1304), дочь Ги II де Шатильона, графа де Сен-Поль, и Матильды Брабантской
  - Жан III де Бриенн (ум. 11 июля 1302), граф д’Э с 1294, граф де Гин с 1295; жена: Жанна де Гин (ум. 1331/1342), графиня де Гин, дочь Бодуэна де Гин, шателена де Бурбурга и сеньора д’Андр, и Жанны де Монморанси
    - Рауль I де Бриенн (ум. 19 января 1344), граф д’Э (Рауль III) с 1302, граф де Гин (Рауль II) с 1332, коннетабль Франции с 1329; жена: с 1315 Жанна де Мелло (ум.1351), дама де Шато-Шинон, дочь Дрё IV де Мелло, сеньора де Сен-Эрмен, и Жанны де Туси
      - Рауль II де Бриенн (ум. 19 ноября 1350), граф д’Э и де Гин, коннетабль Франции с 1344; жена: с 1340 Екатерина Савойская (ум. 18 января 1388), дочь Людовика II Савойского, сеньора де Во, и Елизаветы де Шалон, вдова Аццоне Висконти, сеньора Милана; её третьим мужем был Гильом I Богатый (1324 — 1 октября 1394), маркграф Намюра с 1337
        - (незак.) Жан дю Буа

      - Жанна де Бриенн (ум. 6 июля 1389), дама де Шато-Шинон и де Дарси; 1-й муж: с 1342/1343 Готье VI де Бриенн (ум. 19 сентября 1356), граф де Бриенн, ди Лечче и ди Конверсано, титулярный герцог Афинский с 1311; 2-й муж: с 16 января 1358 (контракт) Людовик д’Эврё (1336 — 6 мая 1400), граф д’Этамп с 1336
      - Мария де Бриенн (ум. ребёнком)

    - Мария де Бриенн (ум. ребёнком)

  - Жанна де Бриенн (ум. после 12 марта 1325); 1-й муж: Раймунд VI (ум. 1304), виконт де Тюрен с 1284/1285; 2-й муж: Рено де Пикиньи (ум. 1315), сеньор де Пикиньи и видам Амьена с 1304
  - (?) Матильда де Бриенн (ок. 1272/1274 — ок. 1348/1353); муж: с 1290 Альфонсо де ла Серда (1270 — после 23 декабря 1324), претендент на кастильский престол
- (?) Изабелла де Бриенн (ум. 1302/1307); муж: Жан II де Дампьер (1251/1253 — до 11 ноября 1307), сеньор де Дампьер и сеньор де Труа с 1258
- (?) Маргарита де Бриенн (ум. 20 мая 1310); муж: ранее 25 июля 1278 Ги II де Туар (ум. 21 сентября 1308), виконт де Туар и сеньор де Талмон с 1256
- Бланка де Бриенн (ум. до 1338), аббатиса в Мобюиссоне в 1309

### Ветвь виконтов де Бомон-о-Мэн
Людовик де Бриенн (д’Акр) (ум. после 1 сентября 1297), виконт де Бомон-о-Мэн (по праву жены); жена: с 12 февраля 1253 Агнес де Бомон (ум. 28 ноября после 1304), виконтесса де Бомон-о-Мэн с 1242, дочь виконта Рауля VII де Бомон и Агнес
- Жан I де Бомон (ум. 1306), виконт де Бомон-о-Мэн с 1304; 1-я жена: с 26 сентября 1285 Жанна де ла Герш (ум. после 19 января 1290), дама де ла Герш, де Пуанс и де Шато-Гонтье; 2-я жена: с 22 июня 1305 (контракт) Матильда Берту (ум. 28 сентября 1306), дочь Вальтера VI Берту, сеньора ван Мехелен, и Марии Овернской, вдова Мориса V де Краона
  - (от 1-го брака) Роберт де Бомон (ум. 20 сентября 1327), виконт де Бомон-о-Мэн с 1306; жена: с 25 августа 1303 Мария де Краон, дама де Шастеле, дочь Мориса VI де Краон
    - Мария де Бомон, аббатиса в Ронсерее
    - Жанна де Бомон; муж: Жан д’Амбуаз, сеньор де Шамон
    - Маргарита де Бомон; муж: Бернар, виконт де Вентадор
    - Жан II де Бомон, виконт де Бомон-о-Мэн с 1327; 1-я жена: Изабелла д’Аркур, дочь Жана III д’Аркур, виконта де Шательро; 2-я жена: Маргарита де Пуатье, дочь Эмер IV де Пуатье, графа де Валентинуа
      - (от 1-го брака) Жанна де Бомон, дама дю Хомме
      - (от 1-го брака) Мария де Бомон; муж: Гильом Шамельяр, сеньор д’Антенес; их потомки унаследовали Бомон-о-Мэн после смерти её брата
      - (от 2-го брака) Людовик II де Бомон  (ум. 6 мая 1364), виконт де Бомон-о-Мэн; жена: с 1362 Изабелла де Бурбон' (1340—1371), дочь Жака I де Бурбона, графа де Ла Марш, и Жанны де Шатильон; её вторым мужем с 1364 был Бушар VII де Вандом (ум. 1371), граф де Вандом и де Кастр
      - (от 2-го брака) Жоффруа де Бомон (ум. до 1360), сеньор дю Люд
      - (от 2-го брака) Жанна де Бомон, монахиня
      - (от 2-го брака) Маргарита де Бомон (ум. после 1373); муж: Бушар де Вандом, сеньор де Фюилье

  - (от 1-го брака) Ричард де Бомон
  - (от 1-го брака) Изабелла де Бомон; муж: Жоффруа д’Ансени
  - (от 1-го брака) Анна де Бомон (ок. 1290 — после 1323); муж: Пайен де Сурше (ум. до 1323), сеньор де Клиншам
- Людовик де Бомон (ум. 25 сентября 1333), епископ Дурхема
- Маргарита де Бриенн (ум. 9 апреля 1328); муж: со 2 января 1278 (контракт) Боэмунд VII (1260 — 19 октября 1287), граф Триполи и титулярный князь Антиохии с 1275
- Мария де Бриенн (ум. 18 марта 1328 или 13 марта 1339); муж: ранее 27 апреля 1283 Анри III д'Авогур (ум. 1301), сеньор де Гоэлё и д’Авогур с 1281, сеньор де Майен
- Изабелла де Бриенн (ум. до 1 ноября 1334); муж: с 3 января 1279/26 декабря 1280 Джон де Вески (ум. ок. 1289), барон Алнвика
- Жанна де Бриенн (ум. 1323), дама де Лоу; муж: с 11 ноября 1286 (контракт) Ги VII де Монморанси-Лаваль (1240 — 22 августа 1295), сеньор де Лаваль с ок. 1367, граф де Казерта
- Генри де Бомон (ум. до 10 марта 1340 или в январе 1342), 1-й барон Бомонт с 1309, констебль Англии с 1322, 1-й граф Бухан с 1334, юстициарий Шотландии с 1338; жена: ранее 14 июля 1310 Алиса Комин (до 1296 — до 10 августа 1349), дочь сэра Александра Комина и Джоан Латимер
  - Бомонты (Англия)